# Clyzomedus laosensis
Clyzomedus laosensis là một loài bọ cánh cứng trong họ Cerambycidae.